# Andreas Behrend
Andreas Behrend (* 27. September 1963 in Berlin) ist ein deutscher Schwimmer, der in den frühen 1980er Jahren für die Sportfreunde Neckarsulm startete.
Von 1996 bis 2008 war Behrend Cheftrainer der SSG Rödermark. Heute ist er als Physiotherapeut tätig.

## Erfolge
Bei den deutschen Meisterschaften 1979 und 1980 gewann er jeweils den Titel über 100 m Delphin. Seine Siegeszeit von 55,33 s im Jahr 1980 bedeutete gleichzeitig deutschen Rekord.
Im Jahr 1981 startete er bei den Europameisterschaften in Split, wo er Platz vier belegte.
Bei den Olympischen Spielen 1984 in Los Angeles ging er über 100 und 200 m Delphin an den Start und war ferner Mitglied der 4 × 100-m-Lagenstaffel. Dabei erreichte er Platz sieben über 100 m Delphin und Platz 25 über die doppelte Distanz. Mit der Staffel wurde er Vierter.